# Richard Clogg
Richard Clogg (* 1939 in Rochdale) ist ein britischer Historiker und Neogräzist.

## Leben
Richard Clogg studierte Geschichte an der University of Edinburgh, wo er 1963 seinen Master erwarb. Seit 1969 lehrte er moderne griechische Geschichte am King’s College London, erst als Lecturer, dann als Reader, schließlich von 1988 bis 1995 als Professor für Geschichte der Balkanstaaten. Seit 1995 ist er Senior Research Fellow sowie Kuratoriumsmitglied am St Antony’s College der Oxford University.

## Werk
Clogg trat mit Veröffentlichungen zur modernen griechischen Geschichte hervor. Seine Concise History of Greece (1992) gilt als Standardwerk und wurde in zahlreiche Sprachen übersetzt; 1993 wurde sie mit dem Runciman Award ausgezeichnet. 2002 wurde Clogg vom Staatspräsidenten von Griechenland das Kreuz in Gold des griechischen Ordens der Ehre („Τάγμα Αριστείας της τιμής“) verliehen.

## Veröffentlichungen (Auswahl)

### Autor
- A short History of modern Greece, Cambridge: Cambridge University Press 1979.
- (mit Mary Jo Clogg) Greece, Oxford: Clio 1980.
- Politics and the Academy. Arnold Toynbee and the Koraes Chair, London: Routledge 1986.
- Parties and elections in Greece. The search for legitimacy, Durham: Duke University Press 1987.
- A concise History of Greece, Cambridge: Cambridge University Press 1992 (²2002; 4., durchgesehene Auflage 2021).
  - Geschichte Griechenlands im 19. und 20. Jahrhundert. Ein Abriss, Köln: Romiosini Verlag 1997.
  - Eine kurze Geschichte Griechenlands, Berlin: Edition Romiosini 2020
- Anatolica. Studies in the Greek east in the 18th and 19th centuries, Aldershot: Variorum 1996.
  - I kath'imas Anatoli. Studies in Ottoman Greek history, Istanbul: Isis Press 2004.
- Minorities in Greece. Aspects of a plural society, London: Hurst 2002.

### Herausgeber
- The Correspondence of Adhamantios Korais with Thomas Burgess 1789–1792, Wien: Österreichische Akademie der Wissenschaften 1969.
- The struggle for Greek independence. Essays to mark the 150. anniversary of the Greek War of Independence, London: Macmillan 1973.
- (mit Phyllis Auty) 	British policy towards wartime resistance in Yugoslavia and Greece, London: Macmillan 1975.
- The movement for Greek independence, 1770–1821. A collection of documents, London: Macmillan 1976.
- Greece in the 1980s, London: Macmillan 1980.
- Balkan society in the age of Greek independence, London: Macmillan 1981.
- The Greek diaspora in the twentieth century, Basingstoke: Macmillan 1999.
- Greece 1940–1949. Occupation, resistance, civil war. A documentary history, Basingstoke u. a.: Palgrave Macmillan 2002.
- Bearing gifts to Greeks. Humanitarian aid to Greece in the 1940s, Basingstoke: Palgrave Macmillan 2008.